# Galeria Wyspa

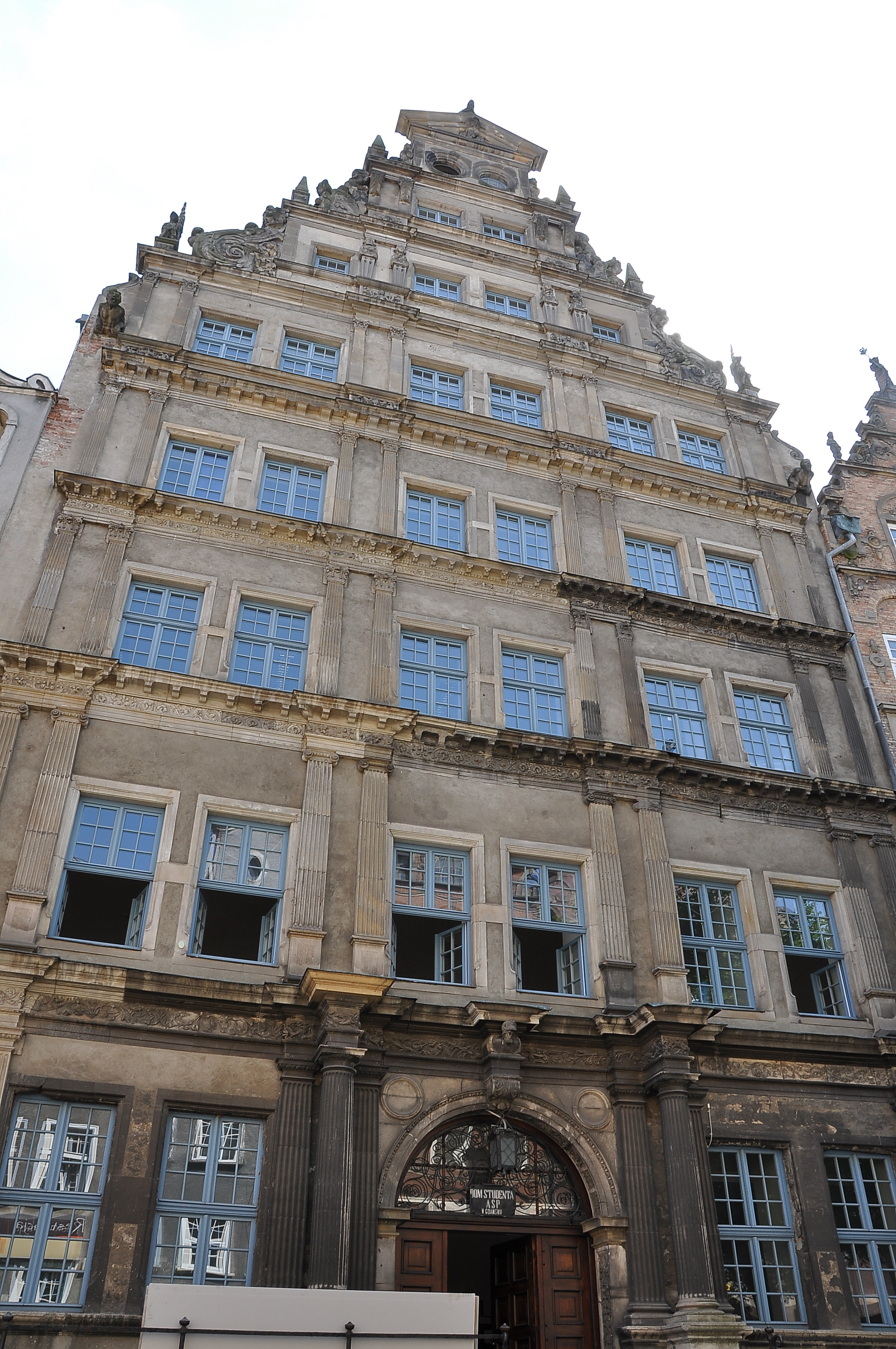
Dom Angielski

Galeria Wyspa – gdańska galeria sztuki istniejąca od 1985 do 2002 roku, wystawiająca prace polskich artystów współczesnych.
W latach 80. galeria funkcjonowała w różnych pomieszczeniach, m.in. w ruinach na Wyspie Spichrzów (przy ul. Chmielnej 115), w budynkach położonych na Długim Targu itp. Już w tamtym czasie zyskała rozgłos w Polsce i na świecie, a przedstawiane w ramach Galerii projekty artystyczne i performance zaczęto określać mianem Nowej Szkoły Gdańskiej.
W 1991 roku Akademia Sztuk Pięknych w Gdańsku zaoferowała nieodpłatne użytkowanie lokalu w Domu Angielskim (ul. Chlebnicka 13/16), należącym do uczelni. W 1994 roku do kierowania galerią powołano Fundację Wyspa Progress. W galerii odbywały się m.in. warsztaty multimedialne, finansowane ze środków własnych fundacji, a pracownia Intermedialna ASP organizowała przeglądy prac studentów. Kierownikiem galerii był Grzegorz Klaman.
W ciągu następnych 12 lat swoje dzieła wystawiali m.in. Robert Rumas, Grzegorz Klaman, Totart, Marek Targoński, Piotr Wyrzykowski, Jacek Niegoda, Anna Baumgart, Jarek Bartołowicz, Zofia Kulik, Maciej Sieńkowski, Konrad Kuzyszyn, Dominik Lejman, Roland Schefferski, Dorota Nieznalska (Pasja).
29 stycznia 2002 roku na wniosek rektora ASP Jerzego Krechowicza senat odmówił dalszej współpracy z fundacją. Według Klamana przyczyną podjęcia takiej decyzji był skandal wokół wystawy Pasja, jednak prof. ASP Sławoj Ostrowski twierdził, że zdecydowały głównie względy ekonomiczne.